# Piramida
Piramida è il quarto album in studio del gruppo indie rock danese Efterklang. È stato pubblicato il 22 settembre 2012. L'album è stato il loro secondo ad essere pubblicato con l'etichetta 4AD. L'album prese ispirazione e prende il nome dall'insediamento russo abbandonato di estrazione del carbone nell'arcipelago norvegese delle Svalbard.

## Tracce
1. Hollow Mountain
2. Apples
3. Sedna
4. Told to Be Fine
5. The Living Layer
6. The Ghost
7. Black Summer
8. Dreams Today
9. Between the Walls
10. Monument